# NHK Trophy de 2018
NHK Trophy de 2018 foi a trigésima nona edição do NHK Trophy, um evento anual de patinação artística no gelo organizado pela Federação Japonesa de Patinação (em japonês:  日本スケート連盟), e que fez parte do Grand Prix de 2018–19. A competição foi disputada entre os dias 9 de novembro e 11 de novembro, na cidade de Hiroshima, Japão.

## Eventos
- Individual masculino
- Individual feminino
- Duplas
- Dança no gelo

## Medalhistas
| Evento                        | Ouro                                              | Prata                                          | Bronze                                                 |
| Individual masculino detalhes | Shoma Uno · Japão                                 | Sergei Voronov · Rússia                        | Matteo Rizzo · Itália                                  |
| Individual feminino detalhes  | Rika Kihira · Japão                               | Satoko Miyahara · Japão                        | Elizaveta Tuktamysheva · Rússia                        |
| Duplas detalhes               | Natalia Zabiiako · Alexander Enbert · Rússia      | Peng Cheng · Jin Yang · China                  | Alexa Scimeca Knierim · Chris Knierim · Estados Unidos |
| Dança no gelo detalhes        | Kaitlin Hawayek · Jean-Luc Baker · Estados Unidos | Tiffany Zahorski · Jonathan Guerreiro · Rússia | Rachel Parsons · Michael Parsons · Estados Unidos      |

## Resultados

### Individual masculino
| Pos.              | Nome              | Nacionalidade  | Pontos | PC         | PL          |
| ----------------- | ----------------- | -------------- | ------ | ---------- | ----------- |
| Medalha de ouro   | Shoma Uno         | Japão          | 276.45 | 92.49 (1)  | 183.96 (1)  |
| Medalha de prata  | Sergei Voronov    | Rússia         | 254.28 | 91.37 (2)  | 162.91 (2)  |
| Medalha de bronze | Matteo Rizzo      | Itália         | 224.71 | 77.00 (4)  | 147.71 (3)  |
| 4                 | Vincent Zhou      | Estados Unidos | 223.42 | 75.90 (5)  | 147.52 (4)  |
| 5                 | Dmitri Aliev      | Rússia         | 219.52 | 81.16 (3)  | 138.36 (6)  |
| 6                 | Sōta Yamamoto     | Japão          | 213,4  | 74.98 (6)  | 138.42 (5)  |
| 7                 | Alexander Johnson | Estados Unidos | 199.75 | 72.03 (8)  | 127.72 (7)  |
| 8                 | Deniss Vasiļjevs  | Letônia        | 197.60 | 72.39 (7)  | 125.21 (8)  |
| 9                 | Lee June-hyoung   | Coreia do Sul  | 188.26 | 66.16 (11) | 122.10 (9)  |
| 10                | Hiroaki Sato      | Japão          | 185.18 | 67.38 (10) | 117.80 (11) |
| 11                | Kevin Reynolds    | Canadá         | 182.67 | 61.14 (12) | 121.53 (10) |
| 12                | Yaroslav Paniot   | Ucrânia        | 173.64 | 68.59 (9)  | 105.05 (12) |

### Individual feminino
| Pos.              | Nome                   | Nacionalidade  | Pontos | PC         | PL          |
| ----------------- | ---------------------- | -------------- | ------ | ---------- | ----------- |
| Medalha de ouro   | Rika Kihira            | Japão          | 224.31 | 69.59 (5)  | 154.72 (1)  |
| Medalha de prata  | Satoko Miyahara        | Japão          | 219.47 | 76.08 (2)  | 143.39 (2)  |
| Medalha de bronze | Elizaveta Tuktamysheva | Rússia         | 219.02 | 76.17 (1)  | 142.85 (3)  |
| 4                 | Mai Mihara             | Japão          | 204.20 | 70.38 (3)  | 133.82 (5)  |
| 5                 | Mariah Bell            | Estados Unidos | 198.96 | 62.97 (7)  | 135.99 (4)  |
| 6                 | Lim Eun-soo            | Coreia do Sul  | 196.31 | 69.78 (4)  | 126.53 (6)  |
| 7                 | Alena Leonova          | Rússia         | 194.15 | 68.22 (6)  | 125.93 (7)  |
| 8                 | Courtney Hicks         | Estados Unidos | 178.07 | 59.10 (10) | 118.97 (8)  |
| 9                 | Maria Sotskova         | Rússia         | 176.99 | 60.75 (9)  | 116.24 (9)  |
| 10                | Mae Berenice Meite     | França         | 162.58 | 50.49 (12) | 112.09 (10) |
| 11                | Angela Wang            | Estados Unidos | 159.36 | 60.82 (8)  | 98.54 (11)  |
| 12                | Kailani Craine         | Austrália      | 154.22 | 58.21 (11) | 96.01 (12)  |

### Duplas
| Pos.              | Nome                                    | Nacionalidade  | Pontos | PC        | PL         |
| ----------------- | --------------------------------------- | -------------- | ------ | --------- | ---------- |
| Medalha de ouro   | Natalia Zabiiako / Alexander Enbert     | Rússia         | 214.14 | 73.48 (1) | 140.66 (1) |
| Medalha de prata  | Peng Cheng / Jin Yang                   | China          | 207.24 | 70.66 (2) | 136.58 (2) |
| Medalha de bronze | Alexa Scimeca Knierim / Chris Knierim   | Estados Unidos | 190.49 | 64.75 (4) | 125.74 (3) |
| 4                 | Kirsten Moore-Towers / Michael Marinaro | Canadá         | 189.66 | 67.70 (3) | 121.96 (4) |
| 5                 | Tarah Kayne / Danny O'Shea              | Estados Unidos | 164.16 | 59.00 (5) | 105.16 (5) |
| 6                 | Laura Barquero / Aritz Maestu           | Espanha        | 159.59 | 55.37 (6) | 104.22 (6) |
| 7                 | Audrey Lu / Misha Mitrofanov            | Estados Unidos | 149.25 | 52.35 (7) | 96.90 (7)  |
| 8                 | Miu Suzaki / Ryuichi Kihara             | Japão          | 143.69 | 49.93 (8) | 93.76 (8)  |

### Dança no gelo
| Pos.              | Nome                                  | Nacionalidade  | Pontos | DC        | DL         |
| ----------------- | ------------------------------------- | -------------- | ------ | --------- | ---------- |
| Medalha de ouro   | Kaitlin Hawayek / Jean-Luc Baker      | Estados Unidos | 184.63 | 70.71 (2) | 113.92 (1) |
| Medalha de prata  | Tiffany Zahorski / Jonathan Guerreiro | Rússia         | 183.05 | 75.49 (1) | 107.56 (4) |
| Medalha de bronze | Rachel Parsons / Michael Parsons      | Estados Unidos | 178.64 | 69.07 (3) | 109.57 (3) |
| 4                 | Lilah Fear / Lewis Gibson             | Reino Unido    | 177.20 | 63.91 (7) | 113.29 (2) |
| 5                 | Carolane Soucisse / Shane Firus       | Canadá         | 169.84 | 66.01 (5) | 103.83 (5) |
| 6                 | Wang Shiyue / Liu Xinyu               | China          | 167.96 | 66.27 (4) | 101.69 (6) |
| 7                 | Anastasia Skoptcova / Kirill Aleshin  | Rússia         | 159.96 | 64.53 (6) | 95.43 (7)  |
| 8                 | Misato Komatsubara / Tim Koleto       | Japão          | 154.27 | 59.40 (9) | 94.87 (8)  |
| 9                 | Alexandra Nazarova / Maxim Nikitin    | Ucrânia        | 153.22 | 60.20 (8) | 93.02 (9)  |

## Quadro de medalhas
| Ordem | País           | Medalha de ouro | Medalha de prata | Medalha de bronze |    | Ordem por total |
| ----- | -------------- | --------------- | ---------------- | ----------------- | -- | --------------- |
| 1     | Japão          | 2               | 1                |                   | 3  | 2               |
| 2     | Rússia         | 1               | 2                | 1                 | 4  | 1               |
| 3     | Estados Unidos | 1               |                  | 2                 | 3  | 2               |
| 4     | China          |                 | 1                |                   | 1  | 4               |
| 5     | Itália         |                 |                  | 1                 | 1  | 4               |
| TOTAL | TOTAL          | 4               | 4                | 4                 | 12 | —               |